# Eulophia taitensis
Eulophia taitensis là một loài thực vật có hoa trong họ Lan. Loài này được Pfennig & P.J.Cribb mô tả khoa học đầu tiên năm 1977.